# 2025年颱風丹娜絲對臺灣的影響
中度颱風丹娜絲是2025年太平洋颱風季首個登陸臺灣的颱風。丹娜絲從嘉義縣布袋鎮登陸，並在桃園市及新竹縣的交界處出海，是自1986年颱風韋恩侵襲臺灣後，時隔39年以來首個以中度颱風強度於臺南以北直接登陸的颱風。此次颱風及後續的降雨造成直接或間接死亡人數超過6人，並造成超過新台幣29億元的直接或間接損失。是次颱風造成嘉南地區損傷異常慘重，該地區災情為有紀錄以來之最。嘉南部分地區停水數日，而停電，停網路甚至長達一兩個禮拜甚至一個月。嘉南濱海的住家屋頂亦幾乎家家户户都被掀開，北台南亦因上述原因宣布停班停課長達7天

## 構成與防災措施
本段強度分級依臺灣中央氣象署的標準敘述，「颱風」即強度被評級為輕度颱風以上的熱帶氣旋。
在6月的熱帶性低氣壓影響台灣後，前交通部中央氣象局氣象預報中心主任吳德榮表示，菲律賓東方在7月初期有熱帶擾動發展，模式對熱帶系統的預報不確定性較大，而在未來兩周西北太平洋熱帶擾動較為活躍。隨著熱帶擾動98W生成並移入巴士海峽，天氣風險管理公司顧問吳聖宇指出其受到陸地干擾的影響，短時間內強度發展較為有限，逐漸進入南海東北部一帶，強度就有慢慢發展的趨勢。
當擾動98W逐漸增強為熱帶性低氣壓時，交通部中央氣象署示警稱各國預測路徑分歧，但受西南季風水氣影響，此系統勢必影響台灣，並於翌日表示若進一步形成颱風則將直接發佈颱風警報。原位於南海東北方海面的熱帶性低氣壓在7月5日凌晨2時增強為輕度颱風，由於丹娜絲逐漸增強和開始轉向東北接近臺灣，交通部中央氣象署在早上8時半發佈海上颱風警報，當時丹娜絲集結在鵝鑾鼻之西南偏西約390公里。隨着丹娜絲進一步加強和逼近，中央氣象署在當日晚上8時半發佈陸上颱風警報，當時丹娜絲移至鵝鑾鼻之西南偏西約330公里。中央災害應變中心在當日上午10時開設，中華民國總統賴清德視導中央災害應變中心時，指示「中央氣象署等相關單位已經預判本次降雨量較大、土石流潛勢風險更為嚴重、可能會發生孤島效應的地區，應確實執行預防性疏散撤離，以因應颱風快速轉變與可能帶來的災害。」
香港天文台指出此系統受到因中國東南部上空有一個高壓區單體而陷入鞍型場，並因菲律賓一帶的赤道反氣旋加強而朝東北方移動，且受惠於達攝氏29度的海溫及垂直風切微弱的良好環境，丹娜絲逐漸增強。香港天文台前台長岑智明指出丹娜絲在接近台灣的過程當中，受到台灣地形的影響而發展出另一個旋轉中心，而交通部中央氣象局前局長鄭明典也表示該中心與丹娜絲同處一個季風低壓內，並表示部分電腦數值預報曾在前幾天的預報中出現過這樣的訊號。吳聖宇進一步指出，新產生的旋轉中心的氣象尺度與丹娜絲差不多大，有可能讓丹娜絲更有機會偏向陸地一些，不排除原中心在登陸後消失，再由北邊副中心取代後繼續北上回到原本路徑的機會，而鄭明典表示在丹娜絲登陸台灣後與新產生的旋轉中心在台灣西北部外海進行結構重組。
交通部中央氣象署簡任技正伍婉華指丹娜絲以巔峰之姿靠近台灣，並預計丹娜絲會在6日深夜開始受到垂直風切、海溫降低影響，強度不斷減弱。丹娜絲在當日晚上11時40分在嘉義縣布袋鎮登陸，並在翌日早上6時於桃園市、新竹縣交界處出海，中央氣象署在當日上午11時半解除陸上颱風警報。隨著丹娜絲逐漸遠離台灣，交通部中央氣象署於8日下午5時半解除所有颱風警報，而中央災害應變中心因應部分縣市災情仍未解除，改以二級開設。

## 防災及影響

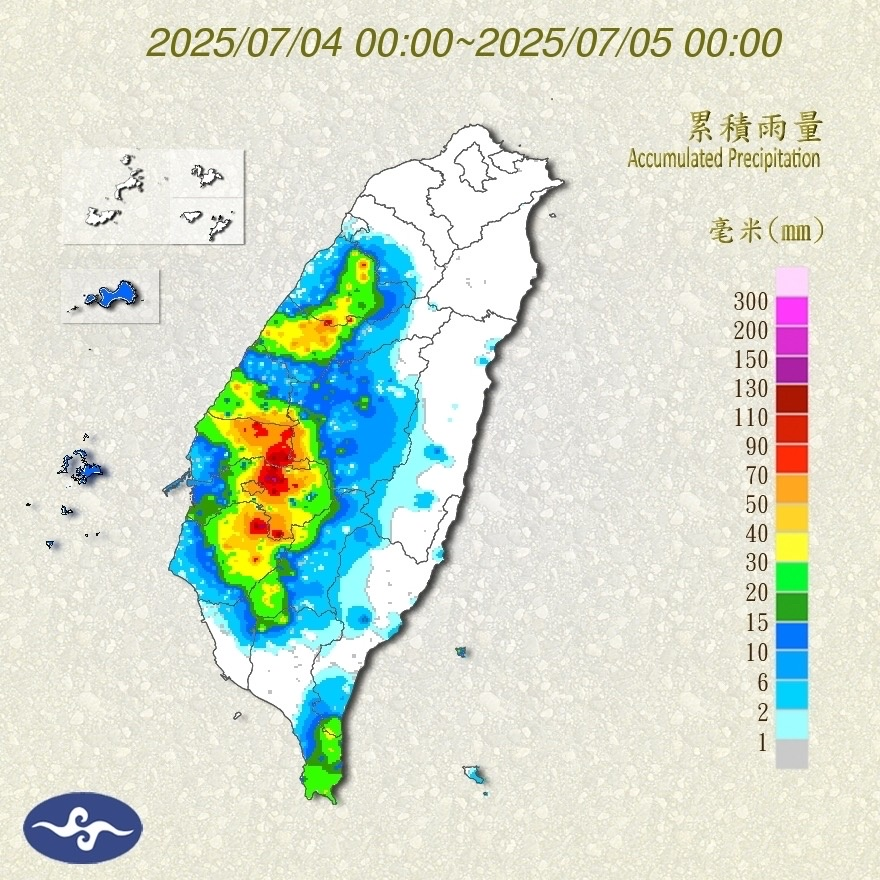
熱帶性低氣壓外圍環流於2025年7月4日至5日通過台灣鄰近海域之累積雨量

### 侵襲前夕
在丹娜絲還位於菲律賓近海處於熱帶性低氣壓時期，其外圍環流在7月4日至5日間影響台灣，交通部中央氣象署率先針對苗栗縣山區及臺中市、雲林縣、嘉義縣、嘉義市、臺南市發布豪雨特報。其中，台中市在4日晚上7時起多處為大雷雨天氣，造成排水不及而引發大範圍積水。臺中市政府水利局則指文心路10分鐘降雨20毫米，已經超過排水系統負荷量，而建設局亦表示會針對易淹水點加大側溝或增加集水格柵密集度增加強降雨匯集進入側溝流量。有報導稱台中部分區域淹水的主因是水溝鐵片未拆除，台中市政府建設局對報導所指的「水溝」釐清稱該物是施作人行道改善工程時，尚未施工完成的集水井；台中市政府在事後決議撤換120個水溝蓋，遭不分黨派的民意代表批評敷衍了事。

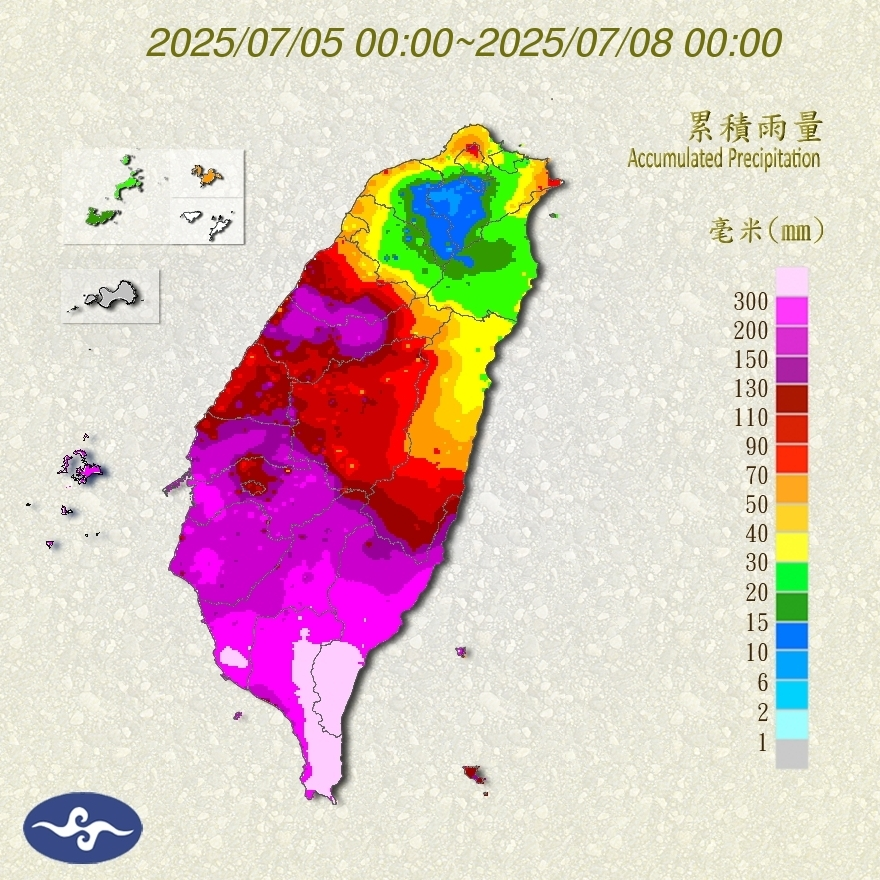
颱風丹娜絲於2025年7月5日至7日通過台灣鄰近海域之累積雨量

### 侵襲期間
台灣西南部地區首當其衝，雲嘉南及高屏澎的地方災害應變中心以一級開設。受到丹娜絲的影響，台灣多處民宅與道路積、淹水。其中大潤發佳里店受到14級陣風影響，高架招牌應聲折斷。是次颱風中心接近澎湖及台南七股時出現16級強陣風，颱風在嘉義布袋登陸後，於雲林口湖觀測到17級強陣風，而登陸點嘉義布袋也錄得14級強陣風，而自7月5日至7日下午的累積雨量，分別在屏東牡丹測得643毫米、台東達仁林場測得580.5毫米、高雄大寮測得391毫米、澎湖縣七美測得超過290毫米。
文化場域方面，擁有40年歷史的南鯤鯓代天府入口牌樓，因受本次風勢影響倒塌。臺南山上花園水道博物館園區內樹木全倒及半倒合計約130餘棵，其中包含日治時期種植的羅漢松亦告傾倒；隆田園區則有約32棵樹木倒塌或傾斜，飛雁新村也有喬木倒塌。建物災損部分，以德記洋行、蕭壠文化園區及岸內影視基地較為明顯：德記洋行出現零星屋瓦被風吹落、二樓漏水及玻璃破裂情形；蕭壠文化園區因風勢影響全面停電，並有部分屋瓦破損；岸內影視基地災情相對嚴重，全區停電，側門遭強風吹倒，圍牆局部坍塌，片場部分設施亦受損。此外，嘉義市嘉義公園亦受創嚴重。
鐵道運輸方面，臺灣高鐵與臺灣鐵路亦因風雨影響而造成部分列車延誤；阿里山林業鐵路則在丹娜絲影響期間停駛。航運方面，交通部民用航空局指出國內線在7月6日共有22班次取消、4架次延誤，並在翌日國內線及國際線暨兩岸航線共取消177航班，且於同日安排民航機及軍機協助國內線復航與疏運。屏東往返小琉球的東琉線在6日至7日期間停航；小三通航線在6日全線停航，而往返泉州的金泉航線在7日持續全線停航。興達港在此次颱風影響期間亦有發生停泊的遊艇翻覆沉沒事故。
丹娜絲影響期間，國道三號北向378.7公里在6日晚上9時發生一起自撞車禍，駕駛當場拋飛車外而死亡；而台南市在7日有兩宗死亡案例，分別是一人因呼吸器沒電造成無法運作而喪命，另一宗則是遭到路樹倒塌釀成的死亡事故，嘉義布袋則發生一名80多歲老翁開車載著2名女兒在13鄉道上行駛被強風吹翻車輛，導致其中一名女兒死亡的事故。台南市學甲區新達里有一對夫婦遭家中鐵門砸中，而受重傷當下又斷訊，無法叫到救護車而延誤就醫，最終造成一人死亡。

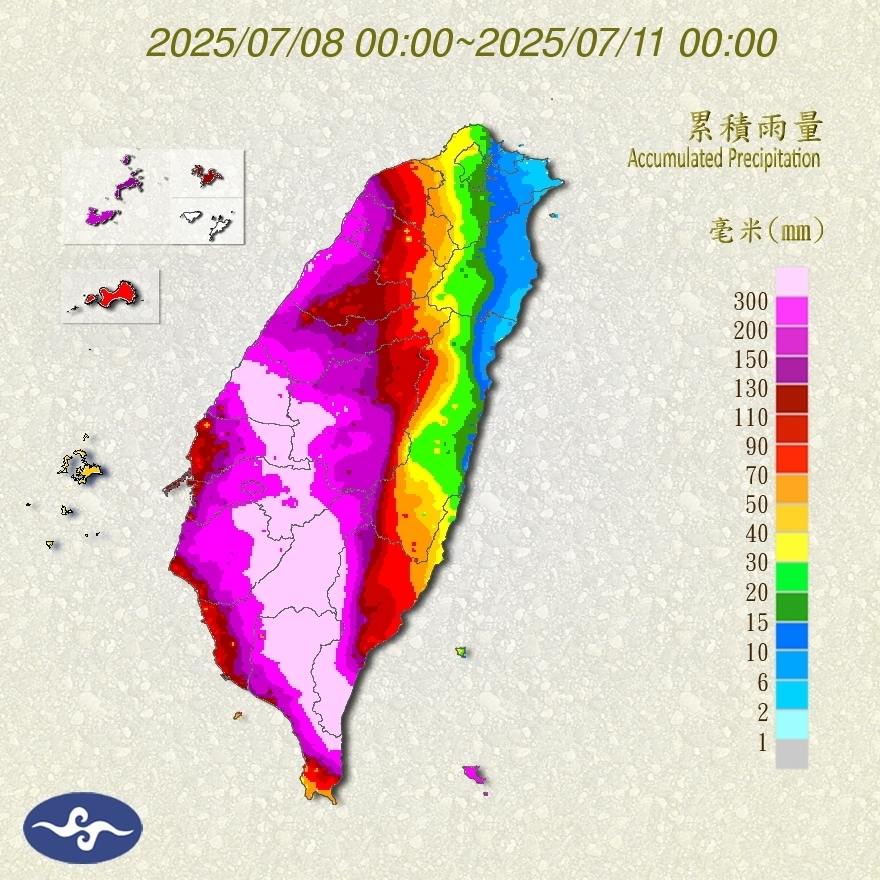
殘留低氣壓丹娜絲與西南風於2025年7月8日至10日在台灣鄰近海域之累積雨量

### 後續豪雨
丹娜絲遠離後，其路徑帶動西南風增強，輸送更多水氣到台灣上空，交通部中央氣象署針對多個區域發布陸上強風特報及大雨特報，並特別針對屏東縣山區發布豪雨特報。8日上午，交通部中央氣象局前局長鄭明典表示在彰化市至台中市近海上空觀測出超強對流胞特徵，交通部中央氣象署預報員張承傳隨後表示已針對有比較強降雨出現的區域擴大發布豪雨特報。受到持續強降雨的影響，彰化縣多個鄉鎮出現大範圍的積、淹水，其中西部幹線從彰化二水到雲林林內路段，路基遭豪大雨掏空，下午2時25分至傍晚5時28分停駛，截至8日晚上8時的累積雨量，彰化縣福興鄉測得349.5毫米、鹿港鎮測得308毫米、永靖鄉測得302.5毫米，彰化永靖時雨量更是測得153毫米。據天氣風險管理公司統計，在8日上午10時至中午12時期間，彰化上空閃電次數共發生超過3萬次；對地閃電、肉眼可視的閃電部分，則超過5800次。
雖然丹娜絲在浙江登陸並於福建減弱為低壓區，但是丹娜絲殘餘系統的外圍環流持續在台灣海峽發展劇烈對流，而持續在桃竹苗沿岸、中彰近海形成颮線影響台灣。經濟部水利署第四河川分署意在影響期間發現在雲林、南投2縣交的清水溪草嶺段形成堰塞湖；受到持續降雨的影響，交通部中央氣象署在9日下午5時啟動「大規模或劇烈豪雨作業」，直至翌日下午5時解除。由於丹娜絲的殘留低壓較預期偏西南，將大量西南風引入台灣，致使台灣的大氣環境中的水氣已足以引發大範圍降雨，台東縣大武鄉山豬窟自10日午夜12時至下午1時半的累積雨量達451.5毫米，而此段時間在屏東縣瑪家鄉亦測得421毫米的累計雨量，南迴公路受強降雨影響而有多處坍方、積水，台中沙鹿、龍井、大雅等地在強降雨期間亦發生泥流；桃竹苗地區在此次降雨中亦多處坍方與積、淹水。
中央氣象署指出低壓帶壟罩期間，有民眾在高屏地區目擊到龍捲風，經預報員王建棠透過雷達觀測的渦旋資料初步分析龍捲風路徑，其在小琉球附近海面形成，並在接近高雄海岸線前後一度減弱，最終自高屏交界附近登陸台灣陸地。中國文化大學大氣科學系劉清煌教授在事後到現場沿著雷達定位軌跡場勘，僅發現幾處輕微災損。
在降雨趨緩後，嘉義縣一名81歲陳姓老翁因擔憂磚造祖厝的屋況而返鄉查看，於獨自修繕的過程中身體不適跌落，送醫後不治身亡；台南市則發生一名88歲吳姓老婦於等待復電期間，因點蠟燭不慎起火災，來不及逃出而受困燒死。吳姓老婦的兒子黃某指消防隊在事後送他「火災警報器」並請他拿著「如何預防火災」的海報拍照，而一旁的里長見狀驅離消防隊員並抨擊「給一個剛被火燒掉房子的人送火災警報器，會不會太離譜？」。一名居住在台南市佳里區下營里的60歲男子在7月16日要為丹娜絲吹走的屋頂覆蓋帆布時，於屋頂跌落最終傷重不治。

## 救災行動
台南市議會中國國民黨黨團抨擊丹娜絲遠離後，政府救災不力致使災區斷電100小時以上。中央災害應變中心在7月14日對此反駁，表示救災人員基於復原的工作量與時間壓力，未能及時向社會各界說明進度，致使外界衍生扭曲和惡意解讀等批評言論，同時澄清截至7月13日中央累積調度國軍3,885人次、環境部動員各直轄市、縣/市政府844人次、內政部動員各直轄市、縣/市政府1843人次，及調度鏈鋸、鏟裝車、吊車、抓斗車、怪手、手動工具、貨車等各式災後復原器材車輛計2477台，基地台車28車及衛星基地台車27車，台灣電力公司出動人員30854人次、各式車輛13234次、各式機具6753次；調度民間資源部分，防災士3906人次、韌性社區384個6310人次、臺灣民間自主緊急應變隊133隊1386人次、義消284隊2270人次、災害防救團體及志願組織61隊425人次、替代役男471人次、慈濟志工2574人次。前內政部部長李鴻源於14日接受媒體專訪再度抨擊事務官噤聲、立委缺席、媒體失守，並指控政府官員沒有勘災；中央災害應變中心則對此駁斥稱該中心提前於7月5日上午開設並由各部會進駐24小時不間斷運作。
台灣電力公司在災後赴嘉義布袋的貴舍里執行復電工程時，曾發生災民阻攔台電工程車的去路，要求台電工程人員修復私設電桿，與優先執行搶修台電電桿的工程人員引發衝突。而在7月15日則發生台電線路科的36歲李姓員工在搶修時遭電擊重傷，當場失去呼吸心跳，後送奇美醫院柳營分院裝設葉克膜急救，李姓員工急救後未見起色，其家人在21日晚間決定停止急救，並將器官捐贈。為體恤搶修的台電工作人員，有民眾自主支付2000元餐費提供給來自新營的台電員工用餐；茶之魔手嘉義水上中山店亦發出公告指只要穿著台電制服或是台電公務救災車的人員皆提供不限杯數的飲料全免費用。
截至7月10日，慈濟基金會在災後分別於嘉義縣市、臺南市提供7470份及6257份的熟食援助，並啟動受災戶關懷機制，大林慈濟醫院則在颱風遠離後組織醫療團隊進行義診；台灣世界展望會亦在第一時間立即啟動緊急救援行動，透過在地社工聯繫確認服務兒童與家庭的安全，並協助提供物資給受災嚴重的家庭。中華民國紅十字會在災後亦啟動應變機制，於安南、麻豆、官田、學甲、東山、七股及新營等地區設置14處緊急避難收容所協助安置災民，並與高雄市政府消防局民力運用科合作展開災後復原協助；中華民國勞動部則在災後啟動天災臨時工計畫，提供沒工作而且有意願參與災區重建工作者臨時就業機會，以協助災區重建工作。
中華電信、遠傳電信及台灣大哥大在7月15日皆表示電信設備修繕進度皆已完成9成以上，並在修繕期間加派「One Web 行動電信車」協助通信服務。中華民國數位發展部對此表示，因台電停電與基地台中斷，非「One Web 行動電信車」的電信車到災區仍無法有效提供服務，而能在災區供應三天的「高抗災基地台」在八八風災時便曾遭中南部民眾抗爭拆除，致使偏鄉地區採行高抗災基地台的強化建置或將光纖網路地下化皆為成本考量的議題。
在災後清理當中，嘉義市共有超過1萬棵樹木倒塌，嘉義市政府將這些樹木堆放至新生路一塊空地上，後續將其作為燃料用途使用；台南市則由彰化縣政府環保局等單位會同11個鄉鎮市公所清潔隊在災後清出50萬公斤垃圾並協助完成清運。

## 災後調查
中華民國教育部在7月9日初步預估校園設施損失約為新台幣2.6億元，並以受災嚴重的嘉義縣、台南市等縣市啟動緊急撥款機制，以利盡早恢復教學。中華民國農業部回報，截至7月18日下午5時，丹娜絲及其後續引起的降雨事件所導致的農業損失約新臺幣32億5538萬元。台灣電力公司表示丹娜絲影響期間，共造成近100萬戶停電、2454支電桿倒塌，並在之後勘災維修時，統計倒塌電桿數量增加到3499支；而台灣自來水公司則稱颱風影響期間曾達7萬3487戶停水。丹娜絲在此次的災害造成台南滯洪池及魚塭的光電板共毀損14萬5000片，經中華民國環境部檢測水質中包含鉛、砷、銅等10種重金屬，結果顯示對環境無任何影響。據國家通訊委員會統計，丹娜絲共造成台灣有1322座基地台毀損，且電信業者光纖因部份附掛在台電電纜上，共超過2800根毀損。
行政院主計總處8月6日公布台灣7月消費者物價指數为1.54%，漲幅較6月略為擴大，主因是颱風丹娜絲及豪雨造成農產損失，推升蔬菜價格，加上肉類、外食費等食物類價格持續上漲。

## 延伸事件

### 專業爭議

#### 太陽能光電板爭議
在丹娜絲侵襲後，立法委員羅廷瑋發文指控屏東縣佳冬鄉的海上光電設施被摧毀，太陽能板被沖到岸上。經濟部對此反駁漂流至岸上的是測試用的光電浮臺，用來實驗浮臺對颱風的耐受程度。。而後，經濟部連續4天澄清太陽能光電板爭議，經濟部能源署聲明指，若後續有聳動不實謠言或假消息進行渲染報導造成大量誤解，則將向警方報案告發，而獨立媒體「上下游新聞市集」指此爭議涉及公共利益，「經濟部應迴避監督」且不應拒絕回應記者提問；立法委員黃國昌亦表示其有向經濟部索取構想書和核定計畫書資料，但被經濟部以「洽業者意見後續辦」為由拒絕提供。

#### 台電施工人員擺拍爭議
台電產業工會、台電新營區處企業工會、台電高雄區處企業工會和台電台東區處企業工會在7月16日發布聯合聲明控訴台電搶修的工程在超時工作之際，還被台電公司與新聞媒體於工作時間與吃飯時間擺拍，以成為「撥補台電千億」政治大內宣的素材。台電公司及經濟部對此否認，並稱「僅偶有新聞媒體赴現場拍攝時，媒體曾依工作需求請同仁稍配合」；台灣電力工會則稱台電產業工會的代表性不足且混淆視聽。立法委員張啓楷於17日再爆料稱擺拍的說法係源自於台電內部流出文件，是台電高層所要求；勞動部長洪申翰應立法委員涂權吉在立法院社會福利及衛生環境委員會的質詢稱：「是否是擺拍或有沒有違規，都要站在基層員工角度去做思考，給與基層員工更多尊重協助」。

### 勘災爭議

#### 政界人士言論爭議
在7月4日至5日期間，台中市長盧秀燕為大罷免的反對立場執行宣講，遭台中市議會多名民主進步黨籍議員質疑其防災作為。盧秀燕後於7月12日由中國國民黨舉辦的「反惡罷拚經濟」造勢晚會中再次抨擊中華民國總統賴清德發言稱「我台中人還在幫你救災」，進而再次引發輿論。
立法委員陳亭妃在災後第一時間責問台電公司「何時復電」，隨後遭到批評而刪除文章，民主進步黨立法院黨團幹事長吳思瑤及同黨立法委員林俊憲為其緩頰稱是在地的民意代表表達希望早日復電的立場。陳亭妃則在事後稱其發言遭到誤解，並表示「跟台電永遠站在一起」。
中華民國總統賴清德在災後多次赴台南偕同台南市長黃偉哲勘災，溪北地區的災民對賴清德批評不滿政府的賑災作為抨擊「30幾小時了啦，都沒人來關心啦，等你來才關心，這個政府是在搞什麼」，其中在7月11日的勘災中，賴清德首度回應災民陳情稱「不能什麼事情都靠國軍」而掀議，總統府發言人郭雅慧則稱該句話原意為中華民國國軍依法不得擅入民宅，並非推卸責任。賴清德和黃偉哲在災後第六日就多日停水停電向民眾道歉，但被災民批評指陳情時屢遭中斷
有災民在賴清德勘災期間，反映行動網路沒訊號，賴清德反稱立法委員郭國文的有，此番發言被擷取後一網路媒體指控賴清德未回應災民。總統府後公布談話全文，文中後續總統便請消防署協調，總統府發言人郭雅慧稱該媒體斷章取義、罔顧事實。

#### 台灣民眾黨賑災爭議
台灣民眾黨在災後組織賑災，但有災民指出其發放物資時要求蓋手印、問三圍資料，台灣民眾黨否認過度收集資料，並稱問三圍是因為廠商無償提供全新的內衣褲，登記僅為方便管控數量。台灣民眾黨台南市黨部前進災區訪問災民並藉此批評政府無作為，有在地災民感到不滿，稱並非台灣民眾黨所言「都沒有人來關心」，要求其將影片下架。

### 災後謠言
颱風期間，網路流傳「中南部養殖魚會吃下光電板漏出的毒」的謠言。根據水產養殖與光電專家指出，目前的太陽能板大都為矽晶結構，並沒有毒性。太陽能光電板對淡水魚池而言，幾無污染或毒性風險；但是浮在鹹水魚池或海上的太陽能光電板，若長期未打撈上來，則可能有潛在腐蝕風險。
台灣民眾黨嘉義市黨部西區副主任王閔正在其Threads發文稱中華民國總統賴清德前去奇美醫院柳營分院訪視時受載歌載舞熱烈歡迎，經台灣事實查核中心查核該活動為奇美醫院例行舉辦的音樂會，與總統探視無關；台南市溪北地區受災嚴重，多個區域在災後5日皆因整修家園而連續停班停課，但前時代力量黨主席陳椒華卻在其Facebook稱台南市政府的公務員亦跟著放假至災後隔周才上班，台南市政府後對陳椒華的發言提告。